# رابعه صالحو سعید
رابعه صالحو سعید (انگلیسی: Rabia Salihu Sa'id؛ زادهٔ ۲۱ آوریل ۱۹۶۳) فیزیکدان نیجریه‌ای، استاد فیزیک جو و هواشناسی فضایی و پژوهشگر دانشگاه بایرو کانو است. او در زمینه‌های فیزیک جو و هوای فضایی، فیزیک ذرات و الکترونیک تحقیق می‌کند. سعید از مدافعان و مربیان زنان جوان در علم با همکاری بنیاد ویزیولا و پیس کورپس است و از بنیانگذاران انجمن زنان فیزیکدان نیجریه محسوب می‌شود. او همچنین از حامیان و مربیان آموزش علوم، فناوری، مهندسی و ریاضیات (STEM) بوده و تسهیل‌گر برنامه شهروندان فعال شورای فرهنگی بریتانیا است. وی همچنین برندهٔ جوایزی همچون ۱۰۰ زن شده است.

## زندگی شخصی
ربیع سعید در سال ۱۹۶۳ در وانگارا، شهری در منطقه دولت محلی گزاوا در ایالت کانو در شمال نیجریه به دنیا آمد. در این منطقه فرصت‌های آموزشی برای دختران محدود است، بسیاری در نوجوانی ازدواج می‌کنند و از زنان انتظار می‌رود در خانه بمانند. با این حال، پدرش که افسر ارتش نیجریه بود و دو همسر و ده فرزند داشت، آرزو داشت او پزشک شود.
سعید در یک مدرسه نظامی تحصیل کرد و همیشه شاگرد اول کلاس بود. او در ۱۸ سالگی و بلافاصله پس از فارغ‌التحصیلی از دبیرستان ازدواج کرد. او مادر شش فرزند است که دو تن از آنها نیاز به مراقبت‌های پزشکی داشتند (یکی با پای چنبری و دیگری با کم‌خونی داسی‌شکل به دنیا آمده بودند) که این موضوع بر چالش‌های شخصی او برای کسب مدارج عالی تحصیلی افزود.

## تحصیلات و فعالیت‌های حرفه‌ای
سعید تحصیلات دانشگاهی خود را در ۲۹ سالگی آغاز کرد و برای تأمین هزینه‌های تحصیلش یک مهدکودک راه انداخت. او دارای مدرک کارشناسی، کارشناسی ارشد و دکترای فیزیک از دانشگاه بایرو کانو است. در سپتامبر ۱۹۹۹، کار خود را به عنوان دستیار تحصیلات تکمیلی در دانشگاه بایرو آغاز کرد. در سال ۲۰۰۲، او با بورسیه برنامه بورسیه‌های بین‌المللی (IFP) بنیاد فورد، مدرک کارشناسی ارشد خود را در زمینه محیط زیست و توسعه از دانشگاه ریدینگ بریتانیا دریافت کرد.

## فعالیت‌های آموزشی و پژوهشی
او از سال ۱۹۹۹ در دانشگاه بایرو مشغول به کار شد و اکنون استاد دوره‌های کارشناسی و تحصیلات تکمیلی در زمینه فیزیک جو و هوای فضایی است. تا سال ۲۰۱۵، او معاون بخش امور دانشجویی دانشگاه بود.
سعید در دانشگاه بایرو به تحقیق در زمینه‌های فیزیک جو و هوای فضایی، فیزیک ذرات و الکترونیک می‌پردازد. تحقیقات او با هدف حل چالش‌های محیط زیستی نیجریه انجام می‌شود. برای مثال، یکی از مطالعات او دربارهٔ استفاده از ضایعات چوب پروژه‌های نجاری برای تولید بریکت‌های سوختی بود که می‌تواند به کاهش قطع درختان برای هیزم کمک کند. او همچنین داده‌های جوی را جمع‌آوری می‌کند و تأثیرات جنگل‌زدایی و ذرات گرد و غبار بر دمای آب و هوا را مطالعه می‌نماید. هدف او تشویق به استفاده بیشتر از منابع انرژی تجدیدپذیر مانند انرژی باد، انرژی خورشیدی و انرژی برق‌آبی است که نسبت به سوخت‌های فسیلی آسیب کمتری به محیط زیست وارد می‌کنند.
در سال ۲۰۱۰، او به مدت چهار ماه به عنوان پژوهشگر مهمان با دکتر سی. ماتزلر، دانشمند سنجش از دور زمینی و جوی در مؤسسه فیزیک کاربردی دانشگاه برن سوئیس همکاری کرد. در ژانویه ۲۰۱۳، او به عنوان عضو افتخاری انستیتوی علمی آفریقا (ASI) در رشته فیزیک انتخاب شد.

### فعالیت‌های ترویجی
سعید در ترویج علوم، فناوری، مهندسی و ریاضیات (STEM) فعال است. او در سال ۲۰۱۱ از بنیانگذاران انجمن زنان فیزیکدان نیجریه بود که زنان را به فیزیکدان شدن تشویق می‌کند، به بهبود آموزش فیزیک در مدارس می‌پردازد و به زنان جوان جایزه می‌دهد. سعید همچنین با مربیگری جوانان در پروژه‌های علمی محلی و ملی و همکاری داوطلبانه با بنیاد فارغ‌التحصیلان پیس کورپس نیجریه و بنیاد ویزیولا، مشارکت جوانان را تشویق می‌کند.
به گفته ربیع صالحو، او به این دلیل در ترویج STEM فعال است که دختران، به ویژه در شمال نیجریه، با فشارهای گروهی و موانع متعددی برای تحصیل و اشتغال در این زمینه‌ها روبرو هستند. علاوه بر این، «ورود دختران بیشتر به علم به این معنی است که راهکارهای علمی فقط متناسب با نیازهای یک جنسیت طراحی نشوند.» همچنین مشاغلی که کاربردهای عملی دارند، مانند بانکداری و پزشکی، از اقبال بیشتری برخوردارند.